# Municipalité d'Elektrėnai
La municipalité d'Elektrėnai (en lituanien : Elektrėnų savivaldybė) est l'une des soixante municipalités de Lituanie. Son chef-lieu est Elektrėnai.

## Seniūnijos de la municipalité d'Elektrėnai
- Beižionių seniūnija (Beižionys)
- Elektrėnų seniūnija (Elektrėnai)
- Gilučių seniūnija (Gilučiai)
- Kazokiškių seniūnija (Kazokiškės)
- Kietaviškių seniūnija (Naujosios Kietaviškės)

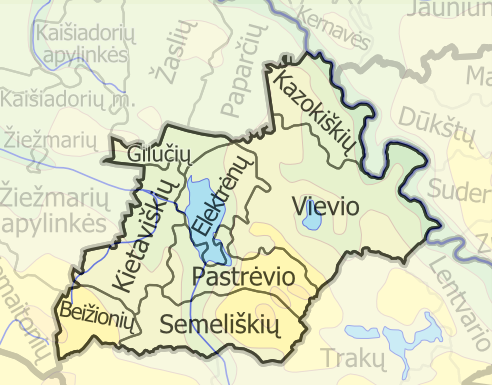
Seniūnijos de la municipalité d'Elektrėnai

- Pastrėvio seniūnija (Pastrėvys)
- Semeliškių seniūnija (Semeliškės)
- Vievio seniūnija (Vievis)